# Azerbaijan Airlines
Azerbaijan Airlines AZAL (en àzeri: Azərbaycan Hava Yolları) és l'aerolínia nacional de l'ex república soviètica de l'Azerbaidjan amb base a Bakú. És l'aerolínia nacional de l'Estat i duu a terme vols regulars de transport de passatgers i càrrega cap a la Comunitat d'Estats Independents, Europa, Xina i Àsia. La seva base d'operacions principal és l'Aeroport Internacional Heydar Aliyev (GYD). L'aerolínia va ser establerta i va iniciar les seves operacions el 7 d'abril de 1992. És propietària en un 100% de l'aerolínia subsidiària AZAL Avia Cargo i compta amb 4.280 empleats.
El seu codi IATA és J2 i el seu codi OACI és AHY.

## Destins
Azerbaijan Airlines opera serveis als següents destins internacionals en forma regular (a setembre de 2006).

### Asia
- Akhtau (Aeroport de Akhtau)
- Dubai (Aeroport Internacional de Dubai)
- Kabul (Aeroport Internacional de Kabul)
- Teheran (Aeroport Internacional Imam Khomeini)
- Tel-Aviv (Aeroport Internacional de Ben Gurion)
- Tbilisi (Aeroport Internacional de Tbilisi)
- Ürümchi (Aeroport de Ürümchi Diwopu)

### Azerbaidjan
- Bakú (Aeroport Internacional Heydar Aliyev)
- Gandja (Aeroport de Gandja)
- Nakhtxivan (Aeroport de Nakhtxivan)

### Europa
- Ankara (Aeroport Internacional Esenboğa)
- Istanbul (Aeroport Internacional Atatürk)
- Kíev (Aeroport Internacional de Kíev)
- Londres (Aeroport de Londres-Heathrow)
- Milà (Aeroport de Milà-Malpensa)
- Minsk (Aeroport Internacional de Minsk)
- Moscou (Aeroport de Moscou-Xeremetievo)
- París (Aeroport de París-Charles de Gaulle)
- Sant Petersburg (Aeroport Pulkovo)

## Flota
La flota d'Azerbaijan Airlines inclou les següents aeronaus (a novembre de 2011):
| Tipus             | Número       | Notes |
| ----------------- | ------------ | ----- |
| Airbus A319-155CJ | 1            |       |
| Airbus A319-111   | 3            |       |
| Boeing 737-900ER  | (4 ordres)   |       |
| Boeing 757-200    | 4            |       |
| Boeing 767-300ER  | 1 (+1 ordre) |       |
| Boeing 787-8      | (2 ordres)   |       |
| ATR 42-500        | 2            |       |
| ATR 72-500        | 4            |       |

## Accidents
El 23 de desembre de 2005 un An-140 d'Azerbaijan Airlines es va estavellar a la mar Càspia a 20 milles al nord de la capital, Bakú. Els 18 passatgers i 5 membres del personal de bord van morir. L'aeronau es dirigia a Akhtau. L'aerolínia ha deixat de volar les seves altres aeronaus An-140, a més de posposar els plans per a la compra de més aeronaus del mateix tipus d'Ucraïna.